# Де Анджелис, Матильда
Матильда Де Анджелис (итал. Matilda De Angelis; род. 11 сентября 1995, Болонья, Италия) — итальянская актриса театра и кино, модель, певица. Наибольшую известность ей принесло участие в фильмах «Итальянская гонщица» (итал. Veloce come il vento, 2016), «Премия» (итал. Il premio, 2017) и телесериале «Отыграть назад» (2020).

## Карьера
С детства Матильда Де Анджелис занималась музыкой, она играет на гитаре и скрипке, являлась студентом лицея Liceo scientifico в Болонья (Италия). В 2011 году Матильда Де Анджелис начинает петь в группе Rumba de Bodas, в 2014 году у группы входит альбом Karnaval Fou.
В 2015 году Матильда Де Анджелис снимается в фильме «Итальянская гонщица» (итал. Veloce come il vento) режиссёра Маттео Ровере, это её актёрский дебют. За свою роль де Анджелис была номинирована на национальную итальянскую кинопремию «Давида ди Донателло» (итал. Ente David di Donatello) за лучшую женскую роль 2017 года. Матильда является также автором и исполнителем песни «Seventeen» к этому фильму. В 2017 году Матильда Де Анджелес снялась в роли Бритты в фильме Алессандро Гассмана «Премия» (итал. Il premio). В 2018 году Матильда играет главную роль в фильме «Личная утопия» (англ. Youtopia). Её героиня, девушка-подросток, решает продать свою девственность в интернете, чтобы помочь решить финансовые проблемы семьи.
В 2019 году Матильда Де Анджелис получает роль Елены в сериале HBO (Home Box Office) «Отыграть назад» (англ. The Undoing). Её партнёрами по картине стали такие звёзды кино как Николь Кидман, Хью Грант и Дональд Сазерленд.

## Личная жизнь
Имеет младшего брата Тобиа, также являющегося актёром. В 2022 году стала встречаться с актёром Пьетро Кастелитто.

## Фильмография
| Год          |    | Русское название                | Оригинальное название                      | Роль                    |
| ------------ | -- | ------------------------------- | ------------------------------------------ | ----------------------- |
| 2016         | ф  | Итальянская гонщица             | Veloce come il vento                       | Джулия Де Мартино       |
| 2017         | ф  | Семья                           | Una famiglia                               | Стелла                  |
| 2017         | ф  | Премия                          | Il premio                                  | Бритта                  |
| 2018         | ф  | Личная утопия                   | Youtopia                                   | Матильда                |
| 2018         | ф  | Безрассудство                   | Una vita spericolata                       | Соледад Аграманте       |
| 2019         | тф | Конкурс «Золотой цехин»         | I ragazzi dello Zecchino d'Oro             | Мариеле Вентре          |
| 2020         | ф  | Божественное                    | Divine - La fidanzata dell'altro           | Мария                   |
| 2020         | с  | Отыграть назад                  | The Undoing                                | Елена Алвес             |
| 2020         | ф  | Невероятная история Острова роз | L'incredibile storia dell'Isola delle Rose | Габриэлла               |
| 2021         | ф  | Атлас                           | Atlas                                      | Аллегра                 |
| 2021         | ф  | Книжный в Париже                | Il materiale emotivo                       | Альбертина              |
| 2021         | с  | Леонардо                        | Leonardo                                   | Катерина да Кремона     |
| 2022         | ф  | За рекой, в тени деревьев       | Across the River and Into the Trees        | Рената Контарини        |
| 2022         | ф  | Ограбить Муссолини              | Rapiniamo il Duce                          | Джанна Аскари («Ивонн») |
| 2023 — н. в. | с  | Закон Лидии Поэт                | The Law According to Lidia Poët            | Лидия Поэт              |
| 2024 — н. в. | с  | Цитадель: Диана                 | Citadel: Diana                             | Диана                   |
| 2025         | ф  | Фуори                           | Fuori                                      | Роберта                 |
| 2025         | ф  | Дракула                         | Dracula: A Love Tale                       | Мария                   |

## Участие в видеоклипах
- Negramaro «Tutto qui accade» (2016)
- OAK «Elephant and Castle» (2017)
- Thegiornalisti «Felicità puttana» (2018)
- Элиза «Litoranea» (2022)